# Kunming
Kunming je glavno in največjo mesto province Junan v Ljudski republiki Kitajski. Znano je tudi kot Junan-Fu (pinjin: Yunnan-Fu). Je prefekturno mesto ter politično, gospodarsko, komunikacijsko in kulturno središče province ter sedež provinčne vlade. Sedež številnih velikih podjetij Junana je v Kunmingu. Med drugo svetovno vojno je bilo mesto pomembno kitajsko vojaško središče, ameriška letalska baza in transportna postaja za burmansko cesto. Kunming se nahaja sredi Junansko-Guidžovške planote, na nadmorski višini 1900 metrov in na zemljepisni širini severno od rakovega povratnika. Leta 2014 je imel Kunming 6.626.000 prebivalcev s 4.575.000 mestnega prebivalstva. Nahaja se na severnem robu jezera Djan in je obkrožen s templji in jezerskimi ter apnenčastimi pokrajinami.
Kunming sestavlja staro, prej obzidano mesto, sodobno poslovno okrožje ter stanovanjska in univerzitetna območja. Kunming je tudi eno izmed 200 znanstveno najproduktivnejših mest na svetu, kar spremlja Nature Index. Mesto ima astronomski observatorij, njegove visokošolske ustanove pa vključujejo Univerzo Junan, Univerzo za znanost in tehnologijo v Kunmingu, Univerzo za finance in gospodarstvo v Junanu, Medicinsko univerzo v Kunmingu, Normalno univerzo v Junanu, Kmetijsko univerzo v Junanu in Jugozahodno univerzo za gozdarstvo. Na severovzhodnem gorskem obrobju je bronasti tempelj iz dinastije Ming, največji te vrste na Kitajskem.
Njegov gospodarski pomen izhaja iz geografskega položaja. Nahaja se v bližini meje z državami jugovzhodne Azije in služi kot transportno središče na jugozahodu Kitajske, ki se po železnici povezuje z Vietnamom in po cesti do Mjanmara, Laosa in Tajske. Zaradi tega položaja je postalo pomembno trgovsko središče v tej regiji države. V mestu poteka tudi nekaj proizvodnih dejavnosti, predvsem predelava bakra, pa tudi proizvodnja različnih kemikalij, strojev, tekstila, papirja in cementa. Čeprav ima skoraj 2400-letno zgodovino, njegov sodobni uspeh izvira šele iz leta 1910, ko je bila zgrajena železnica iz Hanoja. Mesto se je zaradi prizadevanj Kitajske za posodobitev še naprej hitro razvijalo. Ulice Kunminga so se razširile, medtem ko se poslovne stavbe in stanovanjski projekti hitro razvijajo. Kunming je bil razglašen za posebno turistično središče in kot takšen je postal lokacija mnogih stolpnic in luksuznih hotelov.